# Max Reithoffer
Max Reithoffer (* 27. Oktober 1864 in Wien; † 10. März 1945 ebenda) war ein österreichischer Elektrotechniker und Hochschullehrer für Elektrotechnik an der Technischen Universität Wien (TU Wien) und Erfinder.

## Leben
Sein Vater war der Gummiwarenfabrikant Georg Reithoffer. Nach seinen Studien der Physik-, Mathematik- und Philosophiewissenschaften an der Universität Wien promovierte er 1889 zum Dr. phil. und erhielt 1890 die Lehramtsberechtigungen in den Fächern Mathematik und Physik. Ab 1891 war Reithoffer wissenschaftlicher Assistent von Adalbert von Waltenhofen und wurde 1898 im Fach Elektrotechnik habilitiert.
Anlässlich der Einweihung des Neubaus (1900–1903) für das Elektrotechnische Institut wurde er 1903 zum außerordentlichen Professor ernannt. 1908 erfolgte seine Ernennung zum Professor für Elektrotechnik und 1922 die Ernennung zum Hofrat. Ab 1925 stand er dem Elektrotechnischen Institut vor und zog sich 1933 ins Privatleben zurück.
Die Schwerpunkte seiner Forschungsarbeiten lagen im Bereich der Elektro- und Rundfunktechnik sowie im Bereich der „Elektrischen Schwingungen“.
Reithoffer wurde der erste Ehrenpräsident des 1926 gegründeten Österreichischen Versuchssenderverbands in Wien.

## Erfindung
Gemeinsam mit Franz Morawetz erfand und entwickelte er 1905 eine Einrichtung zum Betrieb elektrischer Uhren durch elektrische Wellen.

## Veröffentlichungen
In zahlreichen Aufsätzen referierte er auch über die Grundlagen der drahtlosen Telegrafie, elektrische Schwebungen und die Umstellung auf ein elektrisches Zentraluhrensystem für Wien, zum Beispiel:
- Max Reithoffer: Die Grundlagen der drahtlosen Telegraphie. In: Schriften des Vereins zur Verbreitung naturwissenschaftlicher Kenntnisse Wien. 48, 1908, S. 477–495, zobodat.at [PDF].
- Max Reithoffer: Neuerungen in der drahtlosen Telegraphie. In: Schriften des Vereins zur Verbreitung naturwissenschaftlicher Kenntnisse Wien. 50, 1910, S. 181–196, zobodat.at [PDF].
- Max Reithoffer: Ein elektrisches Zentraluhrensystem für Wien. In: Schriften des Vereins zur Verbreitung naturwissenschaftlicher Kenntnisse Wien. 51, 1911, S. 437–456, zobodat.at [PDF].